# Jeffrey Goldstone
Pour les articles homonymes, voir Goldstone.
Jeffrey Goldstone (né le 3 septembre 1933) est physicien théoricien d'origine britannique et un professeur émérite à la faculté de physique du Centre de Physique Théorique du MIT
Il a fait ses études à Manchester Grammar School et à Trinity College à Cambridge ; il a travaillé à l'université de Cambridge jusqu'en 1977.
Il est célèbre pour sa découverte du boson de Nambu-Goldstone.
Il travaille actuellement sur l'ordinateur quantique.